# 癸酉の変

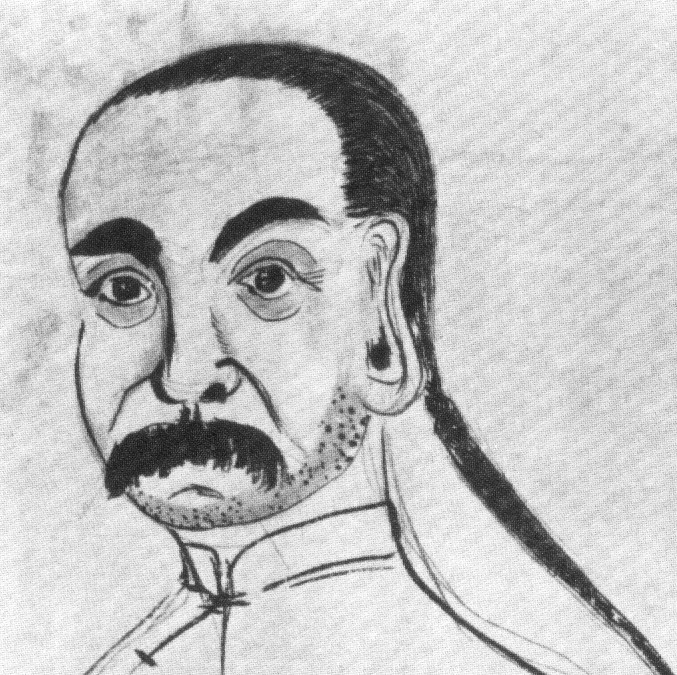
林清 / 天理教の代表で反乱の指導者

癸酉の変（きゆうのへん）は、19世紀前半の清（中国）で起こった天理教徒による宗教反乱である。日本では一般に「天理教徒の乱」（てんりきょうとのらん）・「天理教の乱」（てんりきょうのらん）の名称でも知られている。

## 概要
この反乱は白蓮教の一派で至福千年を信じる天理教の一部により始められた。林清（1770年-1813年）や李文成に率いられ、直隷省や山東省・河南省で起きた。
1812年、天理教としても知られる八卦教の指導者は、指導者李文成が「真の明の王」であると発表し、1813年（癸酉）を反乱の年と表明した。
反乱集団は紫禁城の強力な宦官数人の支援を受け、1813年9月15日、北京の紫禁城を襲撃した。反乱集団は宮城への侵入を果たし、当時皇子だった綿寧（後の道光帝）が撃退の為に禁制のマスケット銃を使用する事態となった。このため場合によっては清朝の転覆に成功していた可能性もあるとする見解もある。
癸酉の変はそれ以前に起きた白蓮教徒の乱と同様のものと見られているが、白蓮教徒の乱が宗教的意図に基づいていたのに対し、癸酉の変では八卦教の指導者が満州族の支配層から権力を奪取しようとする意図が強かったと考えられている。

## 歴史

### 反乱前史
反乱の指導者林清（1770年-1813年）と李文成は、1811年の明るい彗星（1811年の大彗星 ）の出現により清を転覆することを閃いたようである。北京ではこの彗星は清王朝の偉大な栄誉を示すものだと主張したが、林清と李文成は、この彗星が清を転覆する「自分たちの企図を祝福する吉兆」だと考えた。彼らは信者を8つの集団（八卦）に分け、反乱成功後の将来の分け前を約束することで寄付を集めた。「李文成が蜂起を果たしたならば、資金や糧食を提供した者全てに土地や役職を与えることが約束された。」
1813年7月、天理教の主要な指導者は反乱の日時を決める為に会合を開いた。旱魃や洪水ならびに小麦の高騰に駆り立てられた彼らは、9月15日に反乱を決行することを決めた。収穫の直後であるのに加え、嘉慶帝が熱河行幸のため北京を離れている予定だった為に紫禁城の警備は手薄だろうと考えられた。計画では嘉慶帝が北京に戻ってきたところで宮城の外で襲撃し暗殺することになっていた。
河南省滑県の当局者は、反乱の噂を聞きつけ9月2日に李文成を逮捕した。李文成は拷問を受けたが、深刻な負傷を受ける前に信者が蜂起し滑県の県城を襲い李文成を解放した。この事件は反乱の日付を前倒しさせることになり、9月6日には反乱部隊は武器を集め始めていた。天理教の信者は、短期間で直隷南部、河南省の滑県や山東省の曹県・定陶県を制圧した。

### 紫禁城襲撃
林清が紫禁城攻撃を指揮した。ただし林清個人は襲撃に加わらなかった。林清は数名の宦官を内応させ、約250名の信者が城門を通過できるよう取り計らわせた。反乱軍は目印として頭部と腰に白い布を巻いた。彼らはナイフと鉄棒で武装し、正午に衛兵が食事をしている隙に紫禁城への門を通過する計画であった。加えて嘉慶帝は城外50マイル弱の所にいた。この計画は部分的に成功を収め、門が閉じられるまでの間に約80名の反乱軍が侵入に成功した。反乱軍が城内にいることに満州族が気付くやいなや戦闘が勃発した。当時皇子であった綿寧（後の道光帝）が戦闘に参加し、マスケット銃で反乱兵1名を負傷させもう1名を殺害したのは、この時のことであった。

### 結果
不意打ちの効果が失われると共に反乱軍は退却した。儀親王永璇の指揮により、成親王永瑆・郡王綿志（永璇の長男）・皇子綿寧（後の道光帝）らは侍衛の将校や反乱に加わらなかった宦官を率いて反乱軍の追討を行った。林清は9月26日に凌遅刑に処された。
4000名の支援者と共に李文成は輝県に籠城したが、清軍に包囲される中で焼身自殺を遂げた。その妻の張氏は滑県を拠点として抵抗を続けたが、翌年に県城が陥落するとともに自縊した。
紫禁城の戦いでは合計31名の反乱軍が殺され44名が捕えられたが、戦闘終了までに反乱軍は宮殿で100名を超える者を殺傷していた。政府が反乱を制圧するまでに2万人以上の天理教徒が殺された。